# Cantó de Segré
El cantó de Segré és un cantó francès del departament de Maine i Loira, situat al districte de Segré. Té 15 municipis i el cap es Segré.

## Municipis
- Aviré
- Le Bourg-d'Iré
- La Chapelle-sur-Oudon
- Châtelais
- La Ferrière-de-Flée
- L'Hôtellerie-de-Flée
- Louvaines
- Marans
- Montguillon
- Noyant-la-Gravoyère
- Nyoiseau
- Sainte-Gemmes-d'Andigné
- Saint-Martin-du-Bois
- Saint-Sauveur-de-Flée
- Segré

## Història
| Data d'elecció                           | Identitat          | Partit                     | Qualitat |
| ---------------------------------------- | ------------------ | -------------------------- | -------- |
| 1945-1962                                | Jean de Jourdan    | RPF, divers droite         |          |
| 1962-1967                                | Georges Menan      | CD                         |          |
| 1967-1979                                | Louis Manseau      | Divers droite              |          |
| 1979-1992                                | Daniel Dupuis      | PS                         |          |
| 1992-1998                                | Joël Nardin        | RPR                        |          |
| 1998-2004                                | Jean-Noël Gaultier | PS                         |          |
| 2004-                                    | Gilles Grimaud     | UDF, després Divers droite |          |
| les dades anteriors no són pas conegudes |                    |                            |          |
|                                          |                    |                            |          |

## Demografia
| A partir de 1990: Població sense dobles comptes |